# Incendios en la Patagonia argentina de 2021
Los incendios forestales en la Patagonia argentina de 2021 comenzaron el 7 de marzo con la aparición de un foco en el kilómetro 22 de la ruta provincial 6 de la provincia de Río Negro. Luego se extendió a las zonas de Las Golondrinas, Lago Puelo, El Hoyo, El Maitén y Cholila en la provincia del Chubut, siguiendo el paralelo 42. Los focos se habrían extendido por grandes corrientes de viento, alcanzando zonas pobladas, donde se han reportado personas con quemaduras, vehículos incendiados y la destrucción de cientos de viviendas. El Servicio Nacional del Manejo del Fuego debió evacuar la zona.
Se han propuesto varias causas del incendio, entre ellas la caída de árboles sobre cables de electricidad, ya que los incendios siguen el tendido eléctrico, y los incendios intencionales. El ministro nacional de Ambiente y Desarrollo Sostenible, Juan Cabandié, pidió una investigación mediante una denuncia penal sobre las causas del incendio. Al 12 de marzo, había al menos un fallecido y once personas se encontraban desaparecidas.

## Cronología
- 7 de marzo: aparece un foco en kilómetro 21 de la ruta provincial 6 de la provincia de Río Negro, Argentina.[1]
- 9 de marzo: aparece un foco en el paraje Las Golondrinas y en Cerro Radal (noroeste de la provincia del Chubut). El fuego se descontrola por los grandes vientos y la alta temperatura.[7]
- 10 de marzo: en actividad los focos de El Boquete (Bariloche, Río Negro), Tehuelches, en Solís y en Población Carril (Chubut). Se logró controlar los focos de Futaleufú y Cushamen.[8]
- 23 de marzo: continua un foco activo en la provincia de Río Negro, en la localidad de El Boquete, y dos focos en la provincia del Chubut, en las localidades de Las Golondrinas y Río Pico.[9]